# Tannheimer Berge
Die Tannheimer Berge sind eine Obergruppe der Allgäuer Alpen im bayerisch-tirolerischen Grenzgebiet. Namensgeber ist der Ort Tannheim im Tannheimer Tal in Tirol.
Das Gebirge ist äußerst beliebt bei Bergwanderern und Kletterern, an Gimpel, Rote Flüh und Zwerchwand gibt es rund 100 Klettertouren.
Höchste Erhebungen in den Tannheimer Bergen sind Kellenspitze (2238 m) und Gimpel (2176 m), die beide von Nesselwängle im Tannheimer Tal gut zu erreichen sind. Weitere Gipfel sind die Gehrenspitze (2163 m), Rote Flüh (2108 m), der Schartschrofen (1968 m), die Schneidspitze (2009 m) und der Kelleschrofen (2091 m) mit dem Babylonischen Turm. Im Norden von Tannheim erhebt sich der Einstein als auffallender, isoliert dastehender Gipfel. Als sehr markanter bayerisch-tirolerischer Grenzgipfel tritt der Aggenstein (1985 m) in Erscheinung.
Stützpunkte für Touren in den Tannheimer Bergen sind das Gimpelhaus (privat), die Otto-Mayr-Hütte (DAV), die Füssener Hütte (privat), die Bad Kissinger Hütte (DAV) und die Vilser Alm (privat). Bis 2016 war auch die Tannheimer Hütte (DAV) bewirtschaftet, sie ist weiterhin (Stand 2020) geschlossen. Als Stützpunkte der örtlichen Bergwacht und Bergrettung dienen das Einsatzlokal im Mehrzweckshaus Nesselwängle und die Gimpelalm.

Tannheimer Berge
Die Tannheimer Berge von Norden, mit dem Falkensteinkamm und dem Hopfensee im Vordergrund
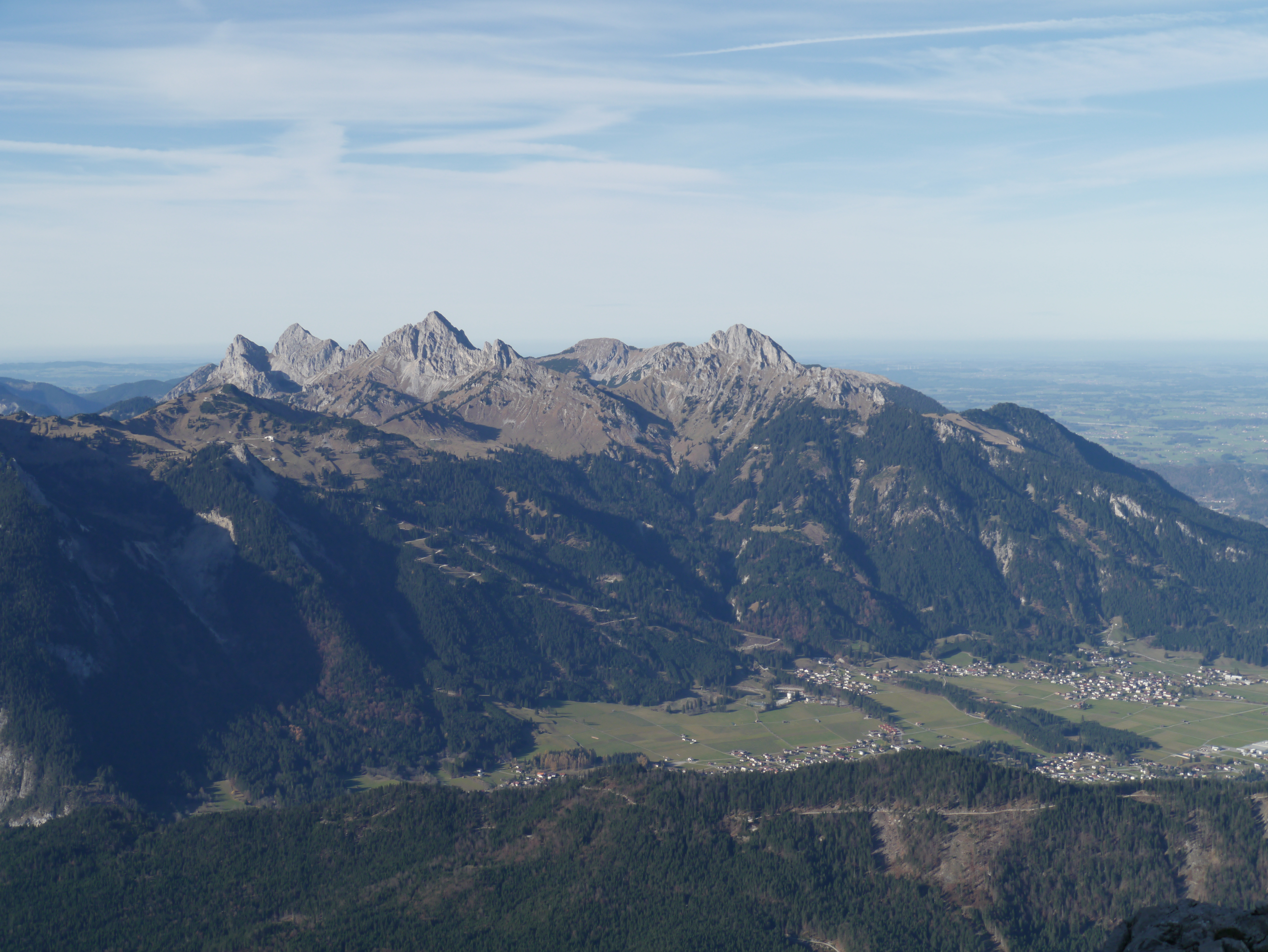
Die Tannheimer Berge von Südosten, vom Gipfel des Thaneller (2341 m) übers Lechtal hinweg